# Соситеј
Соситеј (старогрчки: Σωσιθεος, око 280. пре Христа) био је грчки трагични песник из Александријске Троаде, био је члан александријске „плејаде“.

## Биографија
Извесно је да је неко време боравио у Атини, пошто нам Диоген Лаертије каже да је напао стоика Клеанта на сцени, и да га је публика извикала. Суда га назива и Сиракужанином, претпоставља се да је припадао књижевном кругу на двору Хијерона II.
Према епиграму Диоскорида у Грчкој антологији (Anth. Pal. vii.707) обновио је сатиричну драму у изворном облику.
Сачуван је значајан фрагмент његове пастирске драме Daphnis или Lityerses, у којој се појављује Херакле.
Фрагмент од двадесет и једног стиха у Науковом Tragicorum graecorum fragmenta очигледно садржи почетак драме. Стобеј цитира два стиха из друге драме под насловом Aethlius .